# خورخي فييرا
خورخي فييرا هو لاعب كرة قدم برتغالي، ولد في 8 يناير 1991 في Massarelos ‏ في البرتغال. لعب مع نادي بوافيشتا.

## وصلات خارجية
- خورخي فييرا على موقع قاعدة بيانات كرة القدم.إي يو (الإنجليزية)
- خورخي فييرا على موقع Soccerway.com (الإنجليزية)